# Fiorde de Drammen

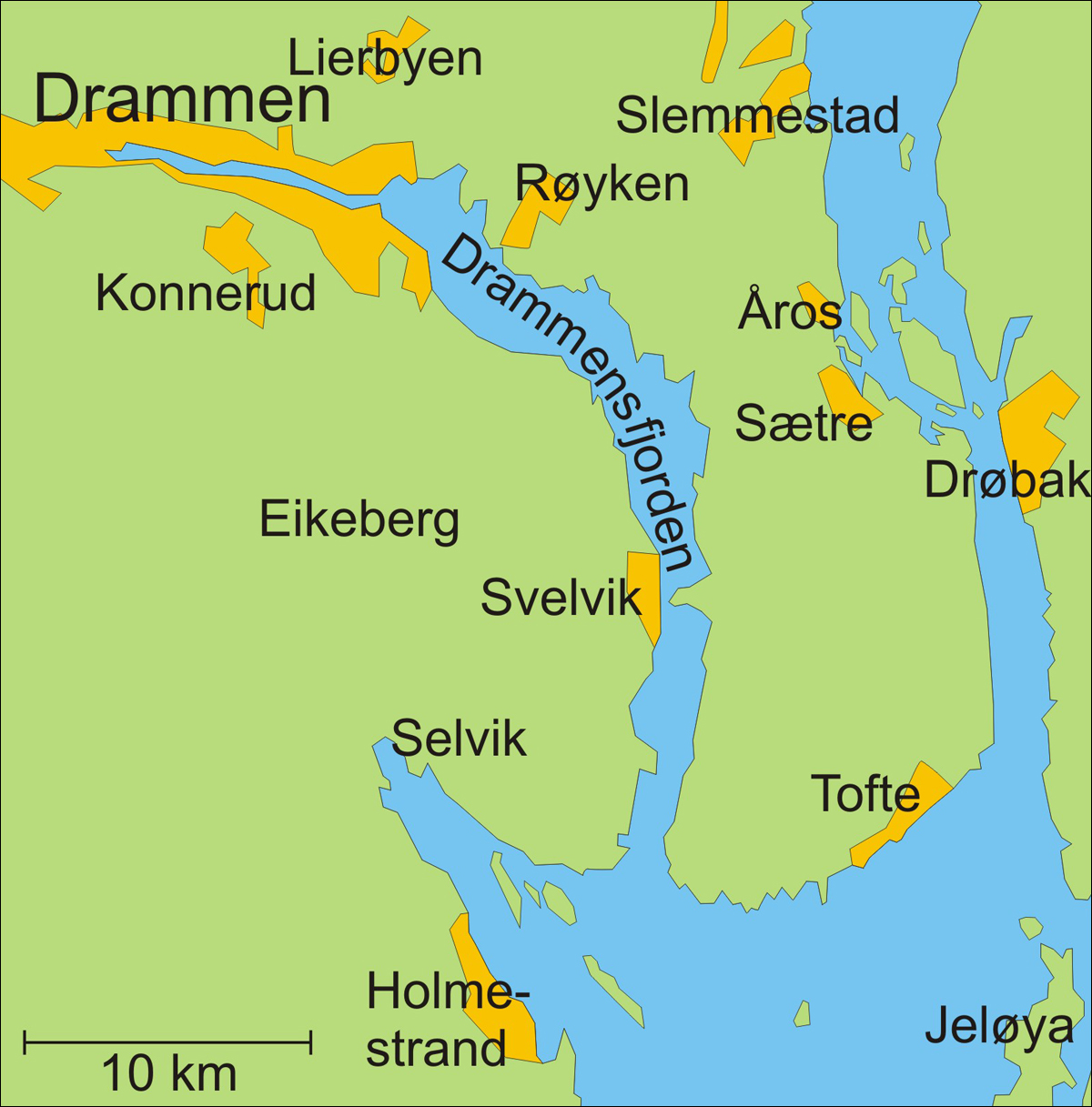
Mapa do fiorde

Fiorde de Drammen (em norueguês Drammensfjord) é um fiorde na Noruega que se conecta ao Ytre Oslofjord a oeste. O rio Drammenselva desemboca no fiorde. A cidade de Drammen, que é chamada assim devido ao fiorde, também se encontra ali.
A maior parte do fiorde está no condado de Buskerud, mas, a oeste e sudoeste, ele fica no condado de Vestfold. A terra no lado leste do fiorde é chamada Hurumhalvøyaj, isto é, a península de Hurum; ela separa Drammensfjord de Oslofjord.
O fiorde se afina num estreito em Svelvik, Vestvold a oeste e Verket, Hurum a leste. O estreito é crusado por uma balsa de automóveis. Este estreitamento, de aproximadametne 200 m de largura e 10 m de profundidade, combinado com o fluxo de água doce do Drammenselva, torna a água dentro do fiorde a norte do estreito salobra. Na superfície, a água é bastante fresca, resultando em áreas de banho livres de águas-vivas, enquanto mais profundamente a água possui grande concentração de sal, com peixes de água salgada como bacalhaus, escamudos, linguados e carapaus. Um arrecife de corais também é encontrado entre 10 m e 20 m de profundidade. A profunidade máxima do fiordo ao norte do estreito são 117 m.
Por várias décadas o Drammensfjord foi poluído. O despejo de esgoto e resíduos industriais de Drammen foram corrigidos, de modo que a água é, agora, muito mais limpa. Salmões e trutas são novamente encontrados tanto no fiorde quanto no Drammenselva.
Nos antigos tempos nórdicos o Drammensfjord era conhecido pelo nome Dramn ou Drofn, significando águas nubladas. Nas sagas nórdicas, Snorre Sturlason conta, Santo Olavo se escondeu de Canuto o Grande no fiorde chamado Dramn. Neste tempo, a água estava a uns 4 m ou 5 m mais alta e o fiorde alcançava Hokksund.